# Zemo Okona
Zemo Okona (en georgiano: ზემო ოქონა; en ruso: Верхняя Окона) o Uallag Tsyglat (en osetio: Уæллаг Цъигълат; en ruso: Верхний Циглат) es una aldea que pertenece a la parcialmente reconocida República de Osetia del Sur, parte del distrito de Znaur, aunque de iure pertenece al municipio de Tighvi de la región de Iberia Interior de Georgia.

## Geografía
Zemo Okona se encuentra a orillas del río Froni oriental, a 3 kilómetros de Kornisi. 

## Historia
El historiador Vajushti de Kartli menciona el pueblo de Okona:
Más arriba de Avlevi, al este de Ptsitskali, en Okona, el monasterio es grande, con una cúpula, pero tiene una forma extraña: debido al terremoto se mantiene en pie, inclinado hacia el norte, y no se desmorona. Ocupa un hermoso lugar, rodeado de manantiales.
La aldea estuvo incluida en el distrito de Znaur hasta 1991. Desde entonces pasó a estar incluido en el municipio de Kareli y posteriormente, en el municipio de Tighvi, aunque Georgia perdió su control en la guerra de Osetia del Sur (1991-1992).

## Demografía
La evolución demográfica de Zemo Okona entre 1916 y 2015 fue la siguiente:
| 254                                                      | 147 | 95 | 102 | 81 | 16 |
| (Fuente: Population of South Ossetia since Soviet times) |     |    |     |    |    |

Según el censo soviético de 1959, la mayoría de la población local eran georgianos. En los distintos censos, la composición étnica de la aldea era la siguiente:
|              | 1916      | 1916       | 1989      | 1989       |
| Grupo étnico | Población | Porcentaje | Población | Porcentaje |
| ------------ | --------- | ---------- | --------- | ---------- |
| Georgianos   | 231       | 90,9%      | 81        | 100%       |
| Osetios      | 23        | 9,1%       | 0         | 0%         |
| Total        | 254       | 100%       | 81        | 100%       |